# アルマヴィル (ロシア)
アルマヴィル（ロシア語: Армави́р, Armavir）はロシア・クラスノダール地方の都市でクバン川の左岸に位置している。クラスノダール地方では、州都クラスノダールに次ぐ産業都市であり、交通の要衝でもある。人口は18万7177人（2021年）。

## 歴史
1839年、クバーニ地方に住むアルメニア系民族・チェルケソガイ（Cherkesogai, Черкесогаи）の人々が、この地に移住し村を築いた。当時はアルミャンスキー・アウール（Armyansky aul, Армя́нский ау́л）という名であったが、1848年にアルメニアの古都アルマヴィルに敬意を表し改名され、1914年1月18日に都市としての地位が与えられた。1875年にはロストフ・ナ・ドヌからアルマヴィル・ウラジカフカスを経てバクーに至る鉄道が開通し、さらに1908年にはアルマヴィルからトゥアプセへの鉄道も着工した。
1918年から1920年までのロシア内戦ではボルシェヴィキに対してアルメニア人や山岳民族などが立ち上がり、数多くの残忍な戦いが近隣で繰り広げられたが、やがて平定され、1920年3月にはアルマヴィルにソビエトが成立した。1941年から1945年までの第二次世界大戦（独ソ戦）時にはアルマヴィルもドイツ国防軍に占領されたが、1943年に解放された。

## 経済・交通
アルマヴィル周辺は肥沃なことから、食品加工業が広く行われている。20世紀後半から機械や生産設備などの工業も発達している。また、鉄道の要衝でもあり、ロストフ・ナ・ドヌからバクーへ向かう路線が通るほかトゥアプセへ向かう支線がある。両路線とも北カフカース鉄道支社が運営を行っている。都市交通機関は1973年より整備され、トロリーバスやマルシュルートカが重要な役割を担っている。またロシア軍のミサイル早期警戒システムのレーダーが維持されている。

## 姉妹都市
- アルマヴィル